# Hans Roggow
Hans Roggow (* 1. März 1921; † 10. Januar 2004) war ein deutscher Fußballspieler und -trainer.
Hans Roggow kam in der Saison 1949/50 zweimal für den 1. FC Köln in der Oberliga West zum Einsatz. Nach dieser Saison wechselte er als Spielertrainer zum Freiburger FC. Nach seiner aktiven Laufbahn war er noch einige Jahre in Freiburg im Breisgau bei verschiedenen Vereinen, unter anderem beim SC Freiburg, als Trainer tätig.

## Vereine
- 1949–1950: 1. FC Köln
- 1950–1951: Freiburger FC (Spielertrainer)

als Trainer:
- 1952: SpVgg Freiburg
- 1960–1963: SC Freiburg

## Statistik
- Oberliga West
2 Spiele 1. FC Köln